# Pseudosiphonium
Pseudosiphonium, monotipični biljni rod iz porodice primogovki smješten u tribus Ruellieae, dio potporodice Acanthoideae. Jedina vrsta je kineski endem iz Fujiana, Guangdonga, Jiangxia P. venustum.

## Opis
Trajnica. “Pseudosiphonium ined.”  je provizorni deskriptor predložen u Tripp et al. (2013a) za smještaj biljaka iz Kine prethodno pripisanih kao Ruellia venusta Hance ili Leptosiphonium venustum (Hance) E.Hossain koje se od potonjeg razlikuju po nekoliko značajki. Još nije službeno opisan i spominje se samo u ključu rodova Ruellieae.

## Sinonimi
- Leptosiphonium venustum (Hance) E.Hossain; Notes Roy. Bot. Gard. Edinburgh 32(3): 408 (1973)
- Ruellia seclusa S.Moore; J. Bot. 14: 208 (1876)
- Ruellia venusta Hance; J. Bot. 6: 92 (1868)